# Campeonato Mundial de Atletismo em Pista Coberta de 2024 - 60 m com barreiras feminino
A prova dos 60 metros com barreiras feminino do Campeonato Mundial de Atletismo em Pista Coberta de 2024 ocorreu no dia 3 de março na Arena Commonwealth, em Glasgow, no Reino Unido.

## Recordes
Antes desta competição, os recordes mundiais e do campeonato nesta prova eram os seguintes:
|                       | Nome             | Nacionalidade  | Tempo | Local      | Data                    |
| --------------------- | ---------------- | -------------- | ----- | ---------- | ----------------------- |
| Recorde mundial       | Devynne Charlton | Bahamas        | 7s 67 | Nova York  | 11 de fevereiro de 2024 |
| Recorde do campeonato | Kendra Harrison  | Estados Unidos | 7s 70 | Birmingham | 3 de março de 2018      |

Os seguintes recordes foram estabelecidos durante esta competição:
| Data       | Evento | Atleta          | Nacionalidade | Tempo | Notas |
| ---------- | ------ | --------------- | ------------- | ----- | ----- |
| 3 de março | Final  | evynne Charlton | Bahamas       | 7s 65 | ,     |

## Medalhistas
| Ouro                   | Prata                     | Bronze                 |
| Devynne Charlton (BAH) | Cyréna Samba-Mayela (FRA) | Pia Skrzyszowska (POL) |

## Cronograma
Todos os horários são locais (UTC+0).
| Data       | Hora  | Evento    |
| ---------- | ----- | --------- |
| 3 de março | 10:25 | Bateria   |
| 3 de março | 19:40 | Semifinal |
| 3 de março | 21:01 | Final     |

## Resultados

### Bateria
Qualificação: 3 atletas de cada bateria (Q) mais os 6 melhores qualificados (q).
| Posição | Bateria | Raia | Atleta               | Nacionalidade    | Tempo | Notas                |
| ------- | ------- | ---- | -------------------- | ---------------- | ----- | -------------------- |
| 1       | 2       | 5    | Pia Skrzyszowska     | Polónia          | 7.80  | Q,                   |
| 2       | 6       | 6    | Cyréna Samba-Mayela  | França           | 7.81  | Q,                   |
| 3       | 1       | 5    | Nadine Visser        | Países Baixos    | 7.85  | Q                    |
| 4       | 5       | 4    | Masai Russell        | Estados Unidos   | 7.89  | Q                    |
| 5       | 6       | 4    | Cindy Sember         | Grã-Bretanha     | 7.89  | Q,                   |
| 6       | 4       | 4    | Sarah Lavin          | Irlanda          | 7.90  | Q,                   |
| 7       | 3       | 6    | Devynne Charlton     | Bahamas          | 7.93  | Q                    |
| 8       | 2       | 8    | Solenn Compper       | França           | 7.96  | Q,                   |
| 9       | 2       | 3    | Christina Clemons    | Estados Unidos   | 7.96  | Q                    |
| 10      | 4       | 6    | Reetta Hurske        | Finlândia        | 7.97  | Q,                   |
| 11      | 1       | 3    | Michelle Jenneke     | Austrália        | 7.97  | Q,                   |
| 12      | 5       | 6    | Luca Kozák           | Hungria          | 7.98  | Q,                   |
| 13      | 5       | 5    | Mariam Abdul-Rashid  | Canadá           | 7.99  | Q,                   |
| 14      | 1       | 7    | Giada Carmassi       | Itália           | 8.03  | Q,                   |
| 15      | 2       | 4    | Karin Strametz       | Áustria          | 8.04  | q                    |
| 15      | 1       | 4    | Nika Glojnarič       | Eslovênia        | 8.05  | q,                   |
| 17      | 6       | 3    | Megan Tapper         | Jamaica          | 8.05  | Q                    |
| 18      | 5       | 3    | Charisma Taylor      | Bahamas          | 8.05  | q                    |
| 19      | 2       | 6    | Gréta Kerekes        | Hungria          | 8.06  | q                    |
| 20      | 3       | 7    | Xènia Benach         | Espanha          | 8.08  | Q                    |
| 21      | 6       | 7    | Diana Suumann        | Estónia          | 8.09  | q,                   |
| 22      | 3       | 5    | Mette Graversgaard   | Dinamarca        | 8.10  | Q                    |
| 23      | 4       | 5    | Maayke Tjin-A-Lim    | Países Baixos    | 8.10  | Q                    |
| 23      | 3       | 4    | Viktória Forster     | Eslováquia       | 8.10  | q                    |
| 25      | 6       | 2    | Stanislava Škvarková | Eslováquia       | 8.11  | Recorde da temporada |
| 26      | 4       | 3    | Wu Yanni             | China            | 8.12  | Recorde pessoal      |
| 27      | 1       | 6    | Masumi Aoki          | Japão            | 8.13  | Recorde da temporada |
| 28      | 3       | 3    | Veronica Besana      | Itália           | 8.15  |                      |
| 29      | 1       | 2    | Weronika Nagięć      | Polónia          | 8.17  |                      |
| 30      | 2       | 2    | Helena Jiranová      | Chéquia          | 8.19  |                      |
| 31      | 4       | 7    | Dafni Georgiou       | Chipre           | 8.19  | Recorde da temporada |
| 32      | 5       | 7    | Anna Plotitsyna      | Ucrânia          | 8.22  |                      |
| 33      | 6       | 5    | Taylon Bieldt        | África do Sul    | 8.25  | Recorde pessoal      |
| 34      | 3       | 2    | Elisavet Pesiridou   | Grécia           | 8.28  |                      |
| 35      | 4       | 8    | Vanessa Clerveaux    | Haiti            | 8.29  |                      |
| 36      | 4       | 2    | Milica Emini         | Sérvia           | 8.31  |                      |
| 37      | 6       | 8    | Shing Cho Yan        | Hong Kong        | 8.45  |                      |
| 38      | 5       | 2    | Caroline Tomaz       | Brasil           | 8.46  | Recorde pessoal      |
| 39      | 2       | 7    | Ketiley Batista      | Brasil           | 8.60  |                      |
| 42      | 1       | 8    | Adrine Monagi        | Papua-Nova Guiné | DNF   |                      |
| 43      | 3       | 8    | Yanla Ndjip-Nyemeck  | Bélgica          | DNF   |                      |

### Semifinal
Qualificação: classificaram-se os 2 melhores de cada bateria (Q) mais os 2 melhores qualificados (q).
| Posição | Bateria | Raia | Atleta               | Nacionalidade  | Tempo | Notas                |
| ------- | ------- | ---- | -------------------- | -------------- | ----- | -------------------- |
| 1       | 1       | 5    | Devynne Charlton     | Bahamas        | 7.72  | Q                    |
| 2       | 2       | 4    | Cyréna Samba-Mayela  | França         | 7.73  | Q,                   |
| 3       | 1       | 6    | Pia Skrzyszowska     | Polónia        | 7.78  | Q,                   |
| 4       | 3       | 6    | Masai Russell        | Estados Unidos | 7.79  | Q,                   |
| 5       | 2       | 6    | Sarah Lavin          | Irlanda        | 7.90  | Q,                   |
| 6       | 3       | 1    | Charisma Taylor      | Bahamas        | 7.91  | Q,                   |
| 7       | 1       | 4    | Cindy Sember         | Grã-Bretanha   | 7.95  | q                    |
| 8       | 2       | 5    | Luca Kozák           | Hungria        | 7.95  | q,                   |
| 9       | 2       | 7    | Mariam Abdul-Rashid  | Canadá         | 7.99  | Recorde pessoal      |
| 10      | 1       | 7    | Christina Clemons    | Estados Unidos | 7.99  |                      |
| 11      | 3       | 7    | Megan Tapper         | Jamaica        | 8.00  |                      |
| 12      | 2       | 3    | Reetta Hurske        | Finlândia      | 8.00  |                      |
| 13      | 1       | 1    | Karin Strametz       | Áustria        | 8.00  | Recorde pessoal      |
| 14      | 2       | 8    | Viktória Forster     | Eslováquia     | 8.04  | Recorde da temporada |
| 15      | 3       | 4    | Solenn Compper       | França         | 8.04  |                      |
| 16      | 3       | 5    | Michelle Jenneke     | Austrália      | 8.05  |                      |
| 17      | 2       | 2    | Mette Graversgaard   | Dinamarca      | 8.07  | Recorde da temporada |
| 18      | 3       | 8    | Gréta Kerekes        | Hungria        | 8.12  |                      |
| 19      | 1       | 3    | Xènia Benach         | Espanha        | 8.12  |                      |
| 20      | 1       | 2    | Stanislava Škvarková | Eslováquia     | 8.16  |                      |
| 21      | 2       | 1    | Nika Glojnarič       | Eslovênia      | 8.17  |                      |
| 22      | 1       | 8    | Diana Suumann        | Estónia        | 8.22  |                      |
| 23      | 3       | 2    | Giada Carmassi       | Itália         | 8.27  |                      |
| 24      | 3       | 3    | Nadine Visser        | Países Baixos  | 8.42  |                      |

### Final
A final ocorreu dia 3 de março às 21:01.
| Posição           | Raia | Atleta              | Nacionalidade  | Tempo | Notas |
| ----------------- | ---- | ------------------- | -------------- | ----- | ----- |
| Medalha de ouro   | 4    | Devynne Charlton    | Bahamas        | 7.65  | ,     |
| Medalha de prata  | 5    | Cyréna Samba-Mayela | França         | 7.74  |       |
| Medalha de bronze | 6    | Pia Skrzyszowska    | Polónia        | 7.79  |       |
| 4                 | 3    | Masai Russell       | Estados Unidos | 7.81  |       |
| 5                 | 7    | Sarah Lavin         | Irlanda        | 7.91  |       |
| 6                 | 2    | Charisma Taylor     | Bahamas        | 7.92  |       |
| 7                 | 8    | Cindy Sember        | Grã-Bretanha   | 7.92  |       |
| 8                 | 1    | Luca Kozák          | Hungria        | 8.01  |       |

Legenda
| Recorde mundial       | Recorde mundial (World record)               |                       | Recorde africano                      | Recorde africano (African) |                                           | Q | Classificado por posição (Qualified) |
| Recorde do campeonato | Recorde do campeonato (Championship record)  | Recorde da América    | Recorde da América (Americas)         | q                          | Classificado por melhor tempo (Qualified) |   |                                      |
| Melhor marca do ano   | Melhor marca do ano (World leading)          | Recorde asiático      | Recorde asiático (Asian)              | DNS                        | Não largou (Did not start)                |   |                                      |
| Recorde nacional      | Recorde nacional (National record)           | Recorde europeu       | Recorde europeu (European)            | DNF                        | Não terminou (Did not finish)             |   |                                      |
| Recorde pessoal       | Recorde pessoal do atleta (Personal best)    | Recorde da Oceania    | Recorde da Oceania (Oceania)          | DSQ / DQ                   | Desclassificado (Disqualified)            |   |                                      |
| Recorde da temporada  | Recorde da temporada do atleta (Season best) | Recorde sul-americano | Recorde sul-americano (South America) | NM                         | Sem marca (No mark)                       |   |                                      |